# Cuckney Castle

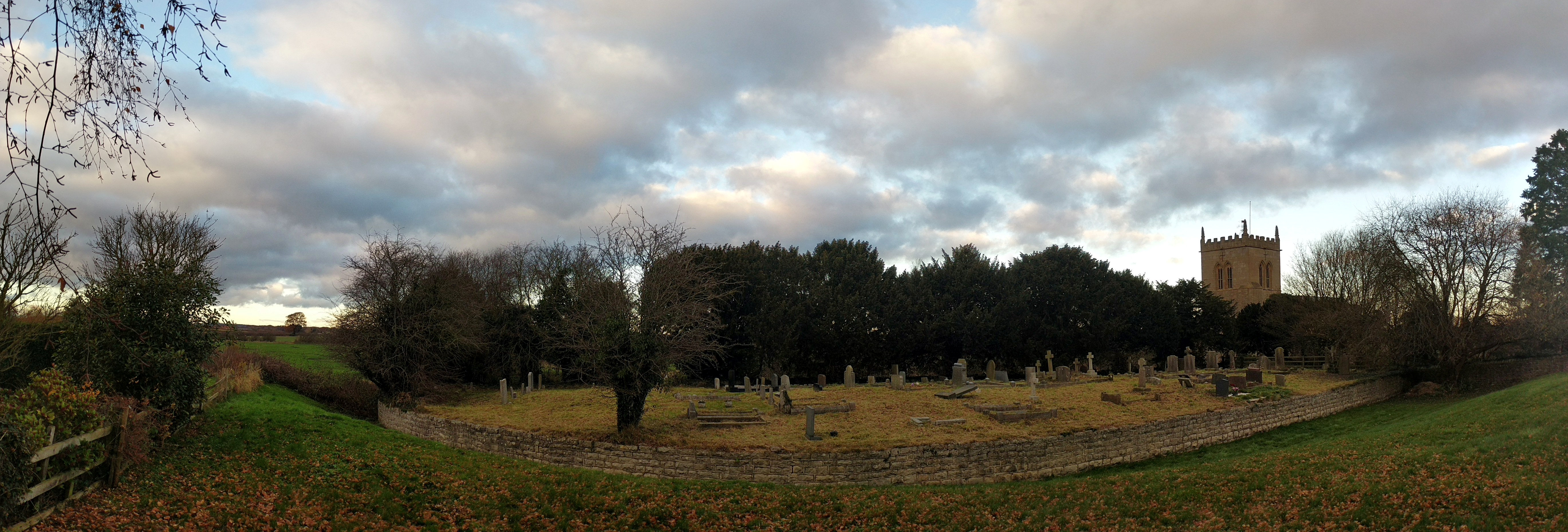
Friedhof und Kirche am ehemaligen Standort der Burg, Norton Road, Cuckney im Jahr 2017

Cuckney Castle ist eine abgegangene Burg im Dorf Cuckney zwischen Worksop und Market Warsop in der englischen Grafschaft Nottinghamshire.
Die Motte ließ Thomas de Cuckney bauen. Sie wurde nach dem Bürgerkrieg der Anarchie zu Regierungszeiten von König Stephan geschleift. Heute gibt es nur noch die niedrigen Überreste eines Mounds, teilweise umschlossen von einem breiten Graben, sowie an der Westseite leichte Spuren einer Vorburg.
In den 1950ern wurde in der Nähe des Friedhofs ein Massengrab mit ca. 200 Personen gefunden. Es wird vermutet, dass sie im Zusammenhang mit der Schlacht von Hatfield im Jahr 633 stehen.